# Charles Tennant
Charles Tennant (3 de mayo de 1768 - 1 de octubre de 1838) fue un químico e industrial escocés. Descubrió el polvo blanqueador y fundó una dinastía industrial. 

## Biografía
Nació en Laigh Corton, Alloway, Ayrshire. Fue hijo de John Tennant (1725-1810) y su segunda esposa, Margaret McClure (1738-1784). Charles era el noveno de los dieciséis hijos de John Tennant. Cuando era bebé, su familia se mudó de la granja Laigh Corton Alloway, Ayrshire a Glenconner, Ochiltree, Ayrshire. Recibió educación tanto en casa como en la escuela parroquial de Ochiltree. Su padre le enseñó el manejo del telar ya que era una ocupación bien remunerada. A fines del siglo XVIII, el tejido se había convertido en la primera industria de Escocia, contrastando con  Inglaterra donde predominaba la industria de la lana.
Tennant se percató de que la industria del tejido tenía potencial de crecimiento, y que podía estimularlo mejorando los métodos para blanquear la tela. En ese tiempo, se blanqueaba la ropa con orina rancia o leche agria y se dejaba la tela expuesta a la luz solar durante cerca a 18 meses en los llamados campos de blanqueo (bleachfield). Esta demora en el procesamiento generaba un "cuello de botella". Grandes cantidades de algodón sin blanquear eran amontonados en los almacenes. Tennant dejó su trabajo de tejedor para tratar de desarrollar algún método de blanqueo que mejore el procedimiento. 

## Emprendedor
En 1788 adquirió campos de blanqueo en Darnley, cerca de Barrhead, Renfrewshire, y se concentró en acortar el tiempo requerido en el blanqueo. En esos tiempos ya habían logrado reducir el tiempo de blanqueo de 18 meses a 4 meses al reemplazar la leche agria con ácido sulfúrico. En la última mitad del siglo XVIII, los blaqueadores empezaron a usar la cal, pero la usaban en secreto por sus posibles efectos nocivos. Tennant imaginó que una combinación de cloro y cal mejoraría los tiempos. Trabajó en esta idea durante varios años y finalmente tuvo éxito. Su método demostró ser efectivo, económico e inofensivo. Se le concedió la patente n.º 2209 el 23 de enero de 1798. Continuó su investigación y desarrolló un polvo blanqueador para el que se le concedió la patente n.º 2312 el 30 de abril de 1799.
Mientras trabajaba en los campos de blanqueo alrededor del año 1794, Tennant formó una sociedad con cuatro amigos. El primero de ellos, el Dr. William Couper, fue el asesor legal de la asociación. El segundo socio fue Alexander Dunlop (su hermano se casó con la hija mayor de Charles), quien se desempeñó como contador del grupo. El tercer socio, James Knox, dirigió el departamento de ventas. El cuarto socio fue Charles Macintosh, un químico, que desarrollará una técnica de impermeabilización y ayudó en la invención del blanqueador en polvo. 
Después de la concesión de la patente sobre blanqueo, Charles y sus socios compraron tierras en el Canal de Monkland, al norte de Glasgow, para construir una fábrica para la producción de blanqueador líquido y en polvo. El área era conocida como St. Rollox. Estaba cerca de un buen suministro de cal, y la tierra era barata. Además, el canal cercano facilitaba el transporte. La producción se trasladó de los campos de blaqueo en Darnley, Barrhead, Renfrewshire, a la nueva planta en St. Rollox. Rápidamente se convirtió en un éxito. La producción aumentó de 52 toneladas el primer año (año 1799), a más de 9200 toneladas el quinto año (año 1804). Más tarde, se construyó una segunda planta en Hebburn, en North East England aumentando la producción de polvo de blanqueo a 20 000 toneladas en 1865. 
En 1798, James Knox y Robert Tennant (hermano menor de Charles) fueron a Irlanda, donde llegaron a un acuerdo con los blaqueadores irlandeses. Los blanqueadores irlandeses admitieron haber ahorrado más de GB £ 160000 en 1799, al usar el proceso de Tennant; sin embargo no pagaron por su uso. Otras pérdidas vinieron de los desafíos a las patentes en Inglaterra e Irlanda y la violación directa del proceso. A pesar de estos problemas, la asociación fue un gran éxito. La sociedad continuo durante 14 años hasta que los derechos de patente expiraron. Cuando terminó la sociedad, compró la compañía. 
Por esos tiempos, había inconformidad entre los manufactureros. Luego de las guerras napoleónicas el poder adquisitivo de los manufactureros aumentó, y con ello su capacidad de influir en la política. Se encapricharon con una reforma del sistema electoral. Charles apoyó la reforma, que se condensó en la ley de Reforma de 1832, promulgada cuando tenía 64 años.
Su compañía, durante las décadas de 1830 y 1840, fue la planta química más grande del mundo. Para el año 1832, St. Rollox consumía treinta mil toneladas de carbón al año. El sistema no había sido diseñado para manejar este volumen, por lo que no lo hacía de forma eficiente. Para mejorar el transporte se interesó en una nueva forma de transportar personas y mercancías. Esto implicaba el uso de vagones, arrastrados por una máquina de vapor, sobre rieles de hierro colocados en una plataforma nivelada. Había oído hablar de esto de su buen amigo George Stephenson, ingeniero ferroviario. Rápidamente se dio cuenta de que el ferrocarril era la respuesta a su problema. Desde 1825 hasta su muerte, impulsó la expansión del sistema ferroviario. Fue el principal responsable de llevar el ferrocarril a Glasgow, pese a la oposición de los propietarios del canal. 
Charles no se olvido de los canales. En 1830, William Sloan, el hijo de su hermana menor Sarah, empezó con algunas pequeñas goletas. Uso esto para controlar el transporte de productos químicos a los mercados cercanos. En el momento de la muerte de Sloan, en 1848, tenía la flota más grande de Glasgow y operaban diecinueve barcos. 
Charles vivió para ver crecer su imperio y convertirse en el más grande e importante del mundo. Su dedicación a su trabajo, su familia y su sentido de lo que era correcto y justo duró hasta el día de su muerte. Se apresuró a defender a los menos afortunados, y las reformas que inició y apoyó mejoraron la vida de sus compatriotas. A su muerte el 1 de octubre de 1838, su hijo mayor, John Tennant , se convirtió en director gerente de Charles Tennant & Co durante los siguientes 40 años. Entre otros intereses comerciales diversos, también se convirtió en socio de Bonnington Chemical Works.

## Descubrimientos
Con el químico Charles Macintosh (1766-1843) ayudó a establecer las primeras factorías de alumbre en Escocia en Hurlet, Renfrewshire. En 1798 obtuvo una patente para un licor de lejía producida al pasar cloro en una mezcla de cal y agua. Este producto tenía la ventaja de ser más barato que el que se usaba en ese momento porque sustituía la potasa por la cal. Pero su patente fue invalidada cuando Tennant intentó defender su patente. Fue invalidada por dos motivos: la especificación era incompleta y la invención había sido anticipada en una fábrica de blanqueadores cerca de Nottingham.  
El gran descubrimiento de Tennant fue el polvo blanqueador (cloruro de cal) por el cual obtuvo una patente en 1799. El proceso se hizo al reaccionar cloro y cal apagada para formar un polvo blanqueador, una mezcla de hipoclorito de calcio y otros derivados. Parece que Macintosh también jugó un papel importante en este descubrimiento y siguió siendo uno de los asociados de Tennant durante muchos años. 

## Fortuna
En 1800 Tennant fundó una fábrica de productos químicos en St. Rollox, Glasgow. Su principal producto era blanqueador en polvo (hipoclorito de calcio), que se vendía en todo el mundo. En 1815, la empresa se conocía como Charles Tennant & Co. y se había expandido a otros productos químicos, metalurgia y explosivos. La red ferroviaria temprana en Escocia y las minas en España también fueron áreas de interés. 
La fábrica de St. Rollox se convirtió en la mayor fábrica de productos químicos del mundo durante las décadas de 1830 y 1840. Cubría más de 0,4 km2 (100 acres), teniendo 23000 m2 de superficie útil. En su nómina había más de 1000 personas y dominaba la economía local. La enorme chimenea conocida como el tallo de San Rollox, que también era conocida como el tallo de Tennant, se alzaba sobre todo. Fue un hito conocido en Glasgow. Construido en 1842, se elevaba 132,7 m. Tenía 12,2 m de diámetro a nivel del suelo. En 1922 fue alcanzado por un rayo y tuvo que ser dinamitado, pero hasta ese momento era de uso diario.

## Legado
Tennant murió en su casa de Abercromby Place en Glasgow el 1 de octubre de 1838. Está enterrado en la necrópolis de Glasgow, donde se encuentra su monumento en la meseta superior. La inusual estatua de Theron tiene la forma de una figura sentada casualmente (posiblemente desplomada). La escultura es de Patrick Park (1811–1855) y parece basarse en la estatua de James Watt de Francis Chantrey en el cercano Museo Hunterian.
El poderoso imperio comercial que fundó Tennant y la inmensa riqueza generada permitió que muchos de sus descendientes se casaran con miembros de la aristocracia, y su nieto Charles Clow Tennant (1823–1906) se convirtió en el primer baronet. El negocio químico fundado por Tennant se hizo conocido como United Alkali Company Ltd. y finalmente se fusionó con otros en 1926 para formar el gigante químico Imperial Chemical Industries. La fábrica de productos químicos de Springburn cerró en 1964. La empresa todavía existe y tiene su sede en Bath Street y una fábrica en Maryhill.

## Descendientes y parientes notables

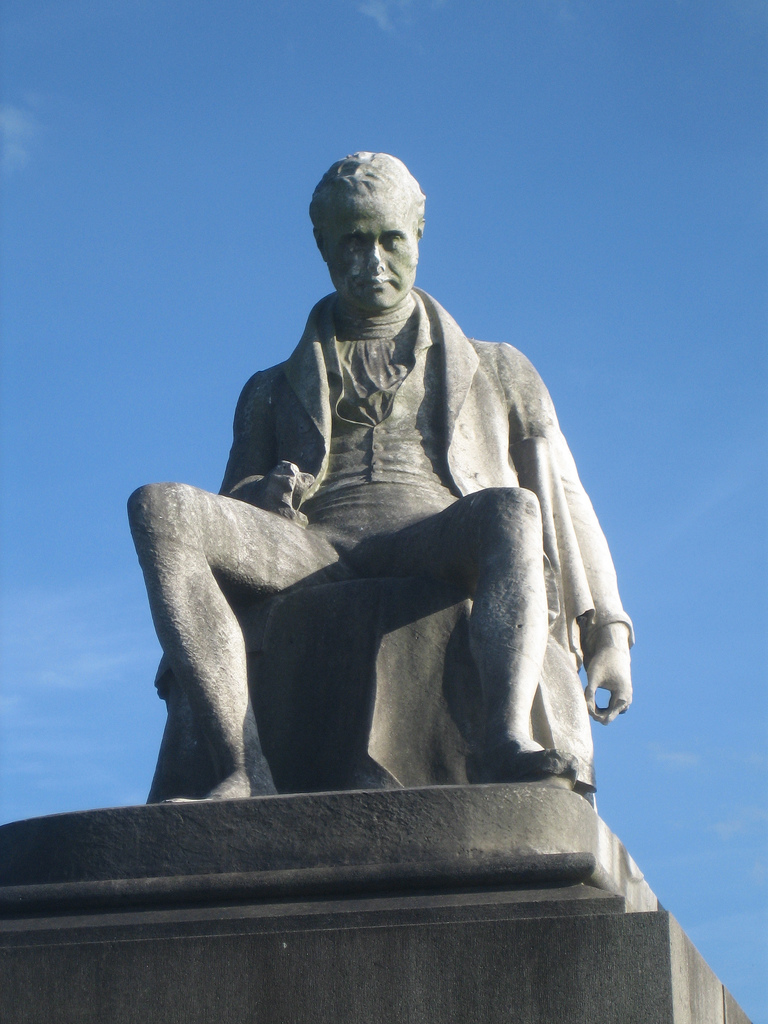
Estatua (1838), necrópolis de Glasgow

- Alexander Tennant (1772-1814) hermano
- Charles Clow Tennant (1823-1906) nieto
- Edward Tennant, primer barón Glenconner (1859-1920) bisnieto
- Margot Asquith (1864-1946) bisnieta
- Harold Tennant (1865-1935) bisnieto
- Edward Wyndham Tennant (1897-1916) segundo bisnieto
- Elizabeth Bibesco (1897-1945) segunda bisnieta
- Anthony Asquith (1902-1968) segundo bisnieto
- Stephen Tennant (1906–1987) segundo bisnieto
- Simon Fraser, decimoquinto Lord Lovat (1911-1995) tercer bisnieto
- Hugh Fraser (político británico) (1918-1984) tercer bisnieto
- Harold Tennyson, cuarto barón Tennyson (1919-1991) tercer bisnieto
- Charles Manners, décimo duque de Rutland (1919-1999) tercer bisnieto
- Iain Tennant (1919-2006) tercer bisnieto
- David Fane, decimoquinto conde de Westmorland (1924-1993) tercer bisnieto
- Emma Tennant (n. 1937) tercera bisnieta
- Arthur Gore, noveno conde de Arran (n. 1938) cuarto bisnieto
- Torquhil Campbell, decimotercer duque de Argyll (n. 1968) quinto bisnieto
- Stella Tennant (n. 1970) cuarta bisnieta
- Honor Fraser (n. 1974) quinta bisnieta